# مازارچوو
مازارچوو (به بلغاری: Mazarchevo) یک منطقهٔ مسکونی در بلغارستان است که در شهرستان کیوستندیل واقع شده‌است.